# ディオワールド
ディオワールドは、アヤハディオが経営するホームセンターである。

## 概要
日々の生活からプロの仕事に応えるための大型ホームセンターの愛称として制定され、1996年（平成8年）3月に草津店が同形態の1号店としてオープンした。その後、2001年（平成13年）1月に四日市店がオープンしている。

## 歴史
- 1996年（平成8年）3月：ディオワールド草津店が開店する。
- 1999年（平成11年）2月9日：ディオワールド草津店に2号館が開店する[3]。
- 2001年（平成13年）1月：ディオワールド四日市店が開店する。
- 2018年（平成29年）4月：ディオワールド草津店の本館（1号館）がリニューアルオープンする。

（注記なき出典：）

## 店舗
下記の各店舗を有する。営業時間はアヤハディオ公式サイトを参照。

### 草津店
- 所在地：滋賀県草津市西渋川1丁目23-1（エイスクエア内）[5]
- 備考：本館（1号館）と2号館は「きらら通り」と呼ばれる道路を挟んだ所に位置する[6]。本館（1号館）はエイスクエアの南エリア、2号館は同施設の北エリアに属する[7]。

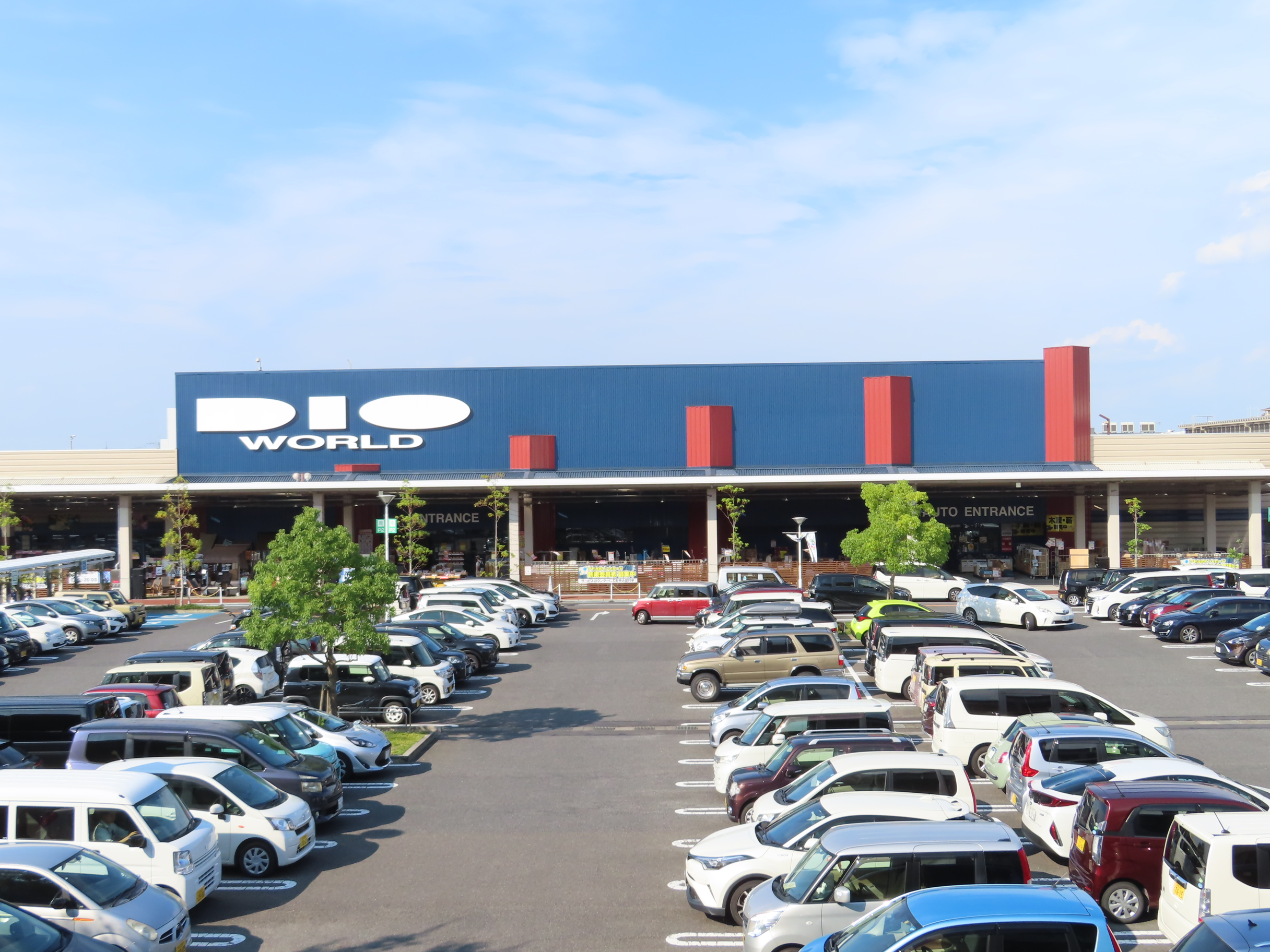
ディオワールド草津店 本館（2022年8月）
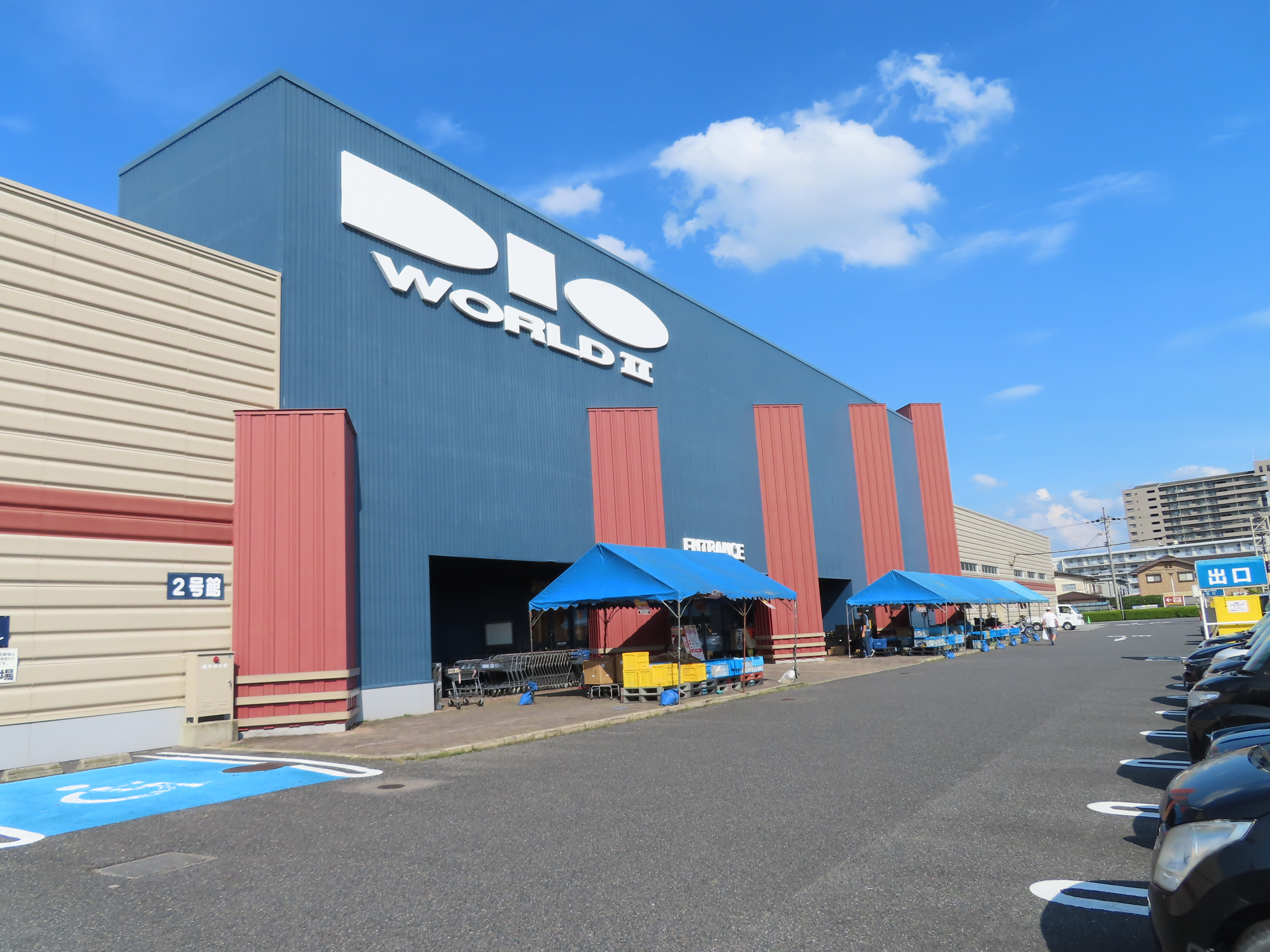
ディオワールド草津店 2号館（2022年8月）

### 四日市店
- 所在地：三重県四日市市富州原町2-40（イオンモール四日市北内）[8]

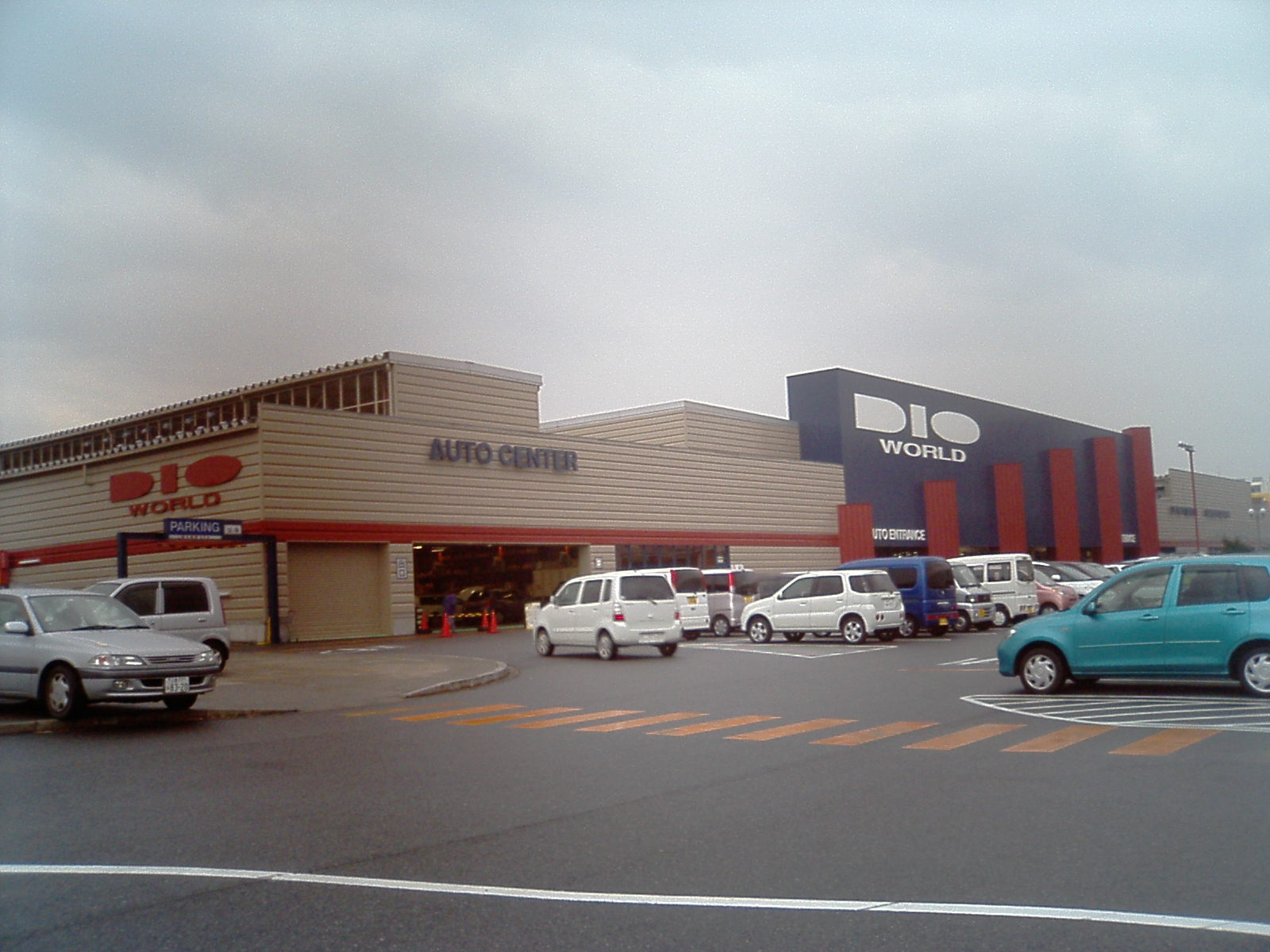
ディオワールド四日市店（2010年12月）

## 取扱サービス
草津店は下記の全サービス、四日市店はリペア倶楽部を除く各サービスを展開している。
- 花工房 - 花・種苗・フラワーラッピング・フラワーアレンジメント
- ペットセンター - トリミングなど
- オートセンター - 自動車整備
- 自転車工房 - パンク修理など
- お客様工作室 - 木材カット・穴あけなど
- リフォームディオ - リフォーム
- リペア倶楽部 - 靴やカバンの修理など
- 合カギ - 合鍵作製

（サービスの出典：）